# آکازومه امون
آکازومه امون (به ژاپنی: 赤染衛門 Akazome Emon); ۱ ژانویهٔ ۰۹۵۶ – ۱ ژانویهٔ ۱۱۰۰) ندیمه، و نویسنده، شاعر واکا (شعر) در دوره هی‌آن اهل ژاپن بود.